# Perdigueiro alemão
A perdigueiro alemão[Nota] (em alemão:  Deutscher Wachtelhund) é uma raça canina originária da Alemanha. Seu surgimento não é exatamente especulado, embora haja uma data para a primeira vez que foi reconhecido, 1720, ano no qual apareceu sob o nome de stober. Apesar de seu faro ser sua principal característica, chegou a beirar a extinção até o começo do século XX, quando um grupo de caçadores alemães resolveu recriar estes caninos. Ainda que se desconheça os cruzamentos realizados, sabe-se que o cocker spaniel inglês o os cães d'água europeus estiveram envolvidos. Mesmo sendo considerada uma raça multifuncionall, é rara fora de sua terra natal.
Fisicamente é um animal de pelagem não muito longa, com um subpelo isolante e repelente a água, de cores que variam entre o marrom e o mesclado entre marrom e branco. De porte médio, é mais longo que alto podendo chegar a medir 51 cm e pesar 30 kg.